# Manövrieren

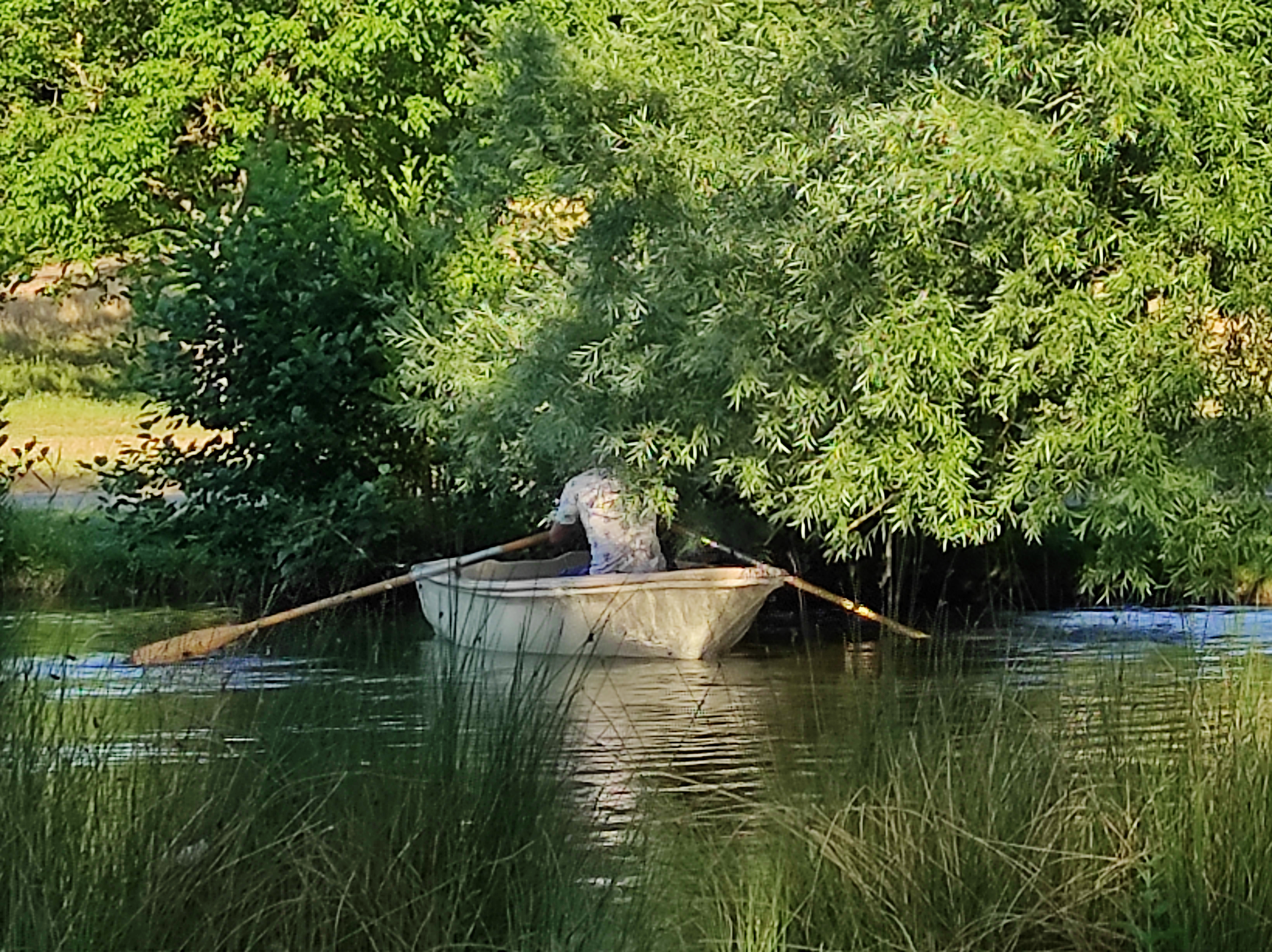
Mann versucht Boot unter einer Weide zu manövrieren

Der Ausdruck Manövrieren bezeichnet die kontrollierte Lage- oder Positionsänderung eines Fahrzeuges. Ein Fahrzeug manövriert, indem es ein Manöver fährt bzw. fliegt. Die Fläche, die ein Fahrzeug beim Manövriervorgang überstreicht, wird Manövrierfläche genannt, die Manövrierfähigkeit bezeichnet dabei die Eigenschaft des Fahrzeuges, unter eigenen und/oder fremden Steuerhilfen das gewünschte Manöver auszuführen.

## Beispiele
- Ein- und Ausparken eines Automobils
- Ausweichmanöver eines Motorrades
- Williamson-Turn (Mann-über-Bord-Manöver) eines Schiffes
- Halse eines Segelbootes
- Andocken einer Raumfähre an eine Raumstation
- Fahrstreifenwechsel eines KFZ
- Flugmanöver wie die Landung eines Hubschraubers auf einem Schiff bei starkem Seegang

## Kategorien
Man kann zwischen zwei Kategorien unterscheiden:
- Straßenfahrzeuge sind reibschlüssig an den Untergrund gefesselt, ihre   Manövrierbewegungen ergeben sich nach den Gesetzmäßigkeiten der Kinematik unmittelbar aus den Lenkbewegungen des Fahrers.
- Luft- und Wasserfahrzeuge müssen schräg zur Anströmung stehen, um für Richtungsänderungen die Fliehkraft mit hydro- oder aerodynamischen Liftkräften auszugleichen. Sie gehorchen ihren Steuerungsorganen deshalb verzögert.

## Schiffe
Eine besondere Rolle spielt das Manövrieren von Schiffen als Teildisziplin der Schiffs-Hydrodynamik. Nach kontroversen Diskussionen der Fachwelt ist es der IMO gelungen, einen Konsens über bestimmte zulässige Werte genormter Standard-Manöver festzustellen und als Standard festzulegen. Diese Richtlinie beschreibt im Wesentlichen, wie langsam ein Schiff auf sein Ruder reagieren darf. Es handelt sich vor allem um Kennwerte des 10/10 und 20/20 Z-Manövers.
Beim 10/10-Manöver wird 10° Ruder gelegt und nach 10° Kursabweichung Gegenruder usw., und das 20/20-Manöver ist entsprechend definiert. Im Wesentlichen ist vorgeschrieben, nach welchem zurückgelegten Weg eine bestimmte Kursänderung erreicht sein muss und um welchen Winkel das Schiff nach dem Gegenruderlegen in die unerwünschte Richtung weiter drehen darf. Vorgeschrieben sind auch bestimmte Abmessungen der Drehkreise bei 35° Ruderwinkel.
Ein besonders interessantes Phänomen ist die Gierstabilität. Bestimmte Schiffe verhalten sich gier-instabil. Sie fahren ohne Ruder zu legen im Sinne eines labilen Gleichgewichts geradeaus, d. h. also überhaupt nicht. Die Drehrate als Funktion des Ruderwinkels weist eine Hystereseschleife auf, d. h. wenn man den Ruderwinkel allmählich ändert und durch den Nullpunkt führt, dann stößt man auf einen Bereich, in dem das Schiff falsch herum dreht und erst bei größeren Ruderwinkeln schlagartig seinen Drehsinn ändert.
Um den Zusammenhang zwischen Ruderwinkel und Drehrate zu messen und als Steuerkurve darzustellen, führt man ein Spiralmanöver nach Dieudonné durch, das man sich als Folgen von Drehkreisen vorstellen kann. Eine vereinfachte Möglichkeit zur Feststellung von Gier-Instabilität ist das Pull-Out-Manöver, bei dem gemessen wird, gegen welchen Wert die Drehrate konvergiert, wenn man nach einer Störung das Ruder mittschiffs legt.
Als Kennwert ist teilweise der Stabilitätshebelarm gebräuchlich. Er beschreibt, wie weit der hydrodynamische Kräftemittelpunkt bei reiner Kreisfahrt ohne Driftwinkel vor dem hydrodynamischen Kräftemittelpunkt bei reiner Translation ohne Drehung liegt. Das Schiff fährt gierstabil bei positivem Stabilitätshebelarm.

### Manövrierverhalten
Das Manövrierverhalten von Schiffen kann durch Einflüsse der Umgebung beeinträchtigt werden: In flachem Wasser strömt weniger Wasser unter dem Schiff hindurch und mehr seitlich daran vorbei, wodurch die Zuströmung des Ruders verschlechtert wird. Demzufolge kann es vorkommen, dass ein Schiff beim Passieren einer Untiefe seinem Ruder nicht mehr gehorcht.
Wenn zwei Schiffe zu dicht nebeneinanderher fahren entsteht im Sinne der Bernoulli-Gleichung im Spalt ein Geschwindigkeitsüberschuss und demzufolge ein Unterdruck, weil der Spalt mittschiffs einen engeren Querschnitt aufweist. Die Schiffe saugen sich aneinander fest. Ähnliches gilt für Begegnungen mit zu geringem Abstand. In der Nähe von Hafenanlagen spiegeln vertikale Wände die Potentialströmung, das Schiff wird von seinem eigenen potenzialtheoretischen Spiegelbild angesaugt.

### Mann-über-Bord-Manöver
Für die Sicherheit sind auch die Kennwerte des Williamson-Turn relevant: Im Fall „Mann über Bord“ wird hart Ruder gelegt, und nur wenn die richtige Kurswinkelabweichung, bei der hart Gegenruder gelegt werden muss, bekannt ist, gelingt es, den Gegenkurs mit dem Anfangskurs zur Deckung zu bringen und die verunfallte Person wiederzufinden.
Die Entscheidung sinnvoller Normen über die Manövrierfähigkeit von Schiffen wird dadurch erschwert, dass sich immer wieder neue und unkonventionelle Steuerungs- und Propulsionsorgane durchsetzen. Zu nennen sind beispielsweise Pod-Antriebe, die Außenbordmotoren nicht unähnlich in einer mit Propellern bestückten Gondel riesige Elektromotoren (Gleichstrommaschinen) beherbergen und rundum drehbar sind.
Entsprechende Modellversuche, Systemidentifikations-Berechnungen und in Zukunft auch vermehrt manövrierbezogene CFD-Berechnungen sind ein Aufgabengebiet der Schiffbau-Versuchsanstalten.
Siehe auch: Manöver (Schifffahrt)